# Music Has the Right to Children
Albums de Boards of Canada
Aquarius
(1998) Telephasic Workshop/Roygbiv
(1998)
Music Has the Right to Children est le premier album largement diffusé du duo de musique électronique écossais Boards of Canada, sorti en 1998,.

## Historique

### Contexte
À l'époque de sortie de l'album, l'esthétique en vigueur dans la musique électronique est clairement numérique, fortement rythmée, et futuriste. Boards of Canada s'oriente vers un son analogique à base de synthétiseurs, avec un beat latent caractéristique, évoquant la nostalgie.
L'album est conçu à une période où les principaux noms de l'IDM (Aphex Twin, Luke Vibert, µ-Ziq, Squarepusher) ouvrent la voie du drill and bass, caractérisée par une rythmique complexe et détaillée. Boards of Canada, qui considère la jungle comme un « effet de mode », marque sa préférence pour la mélodie et l'atmosphère. Un contraste particulièrement audible sur un morceau comme Roygbiv, avec ses lignes mélodiques allongées, s'étirant sur plusieurs mesures.

### Création
L'album est enregistré à Hexagon Sun (en), le studio personnel du duo dans les Pentland Hills, en Écosse. Il fait usage d'un certain nombre de prises de son en extérieur et d'intenses manipulations sonores.

### Publication
Music Has the Right to Children est le premier album de Boards of Canada à bénéficier d'une large diffusion : il est publié le 20 avril 1998 en Europe par le label Warp Records et le 20 août 1998 aux États-Unis sur le label Matador Records.

### Réception
À sa sortie, Music Has the Right to Children reçoit un accueil enthousiaste,,. En 2009, Les Inrocks juge qu'il s'agit d'« un précis d'ambient hip-hop et de mélancolie étirée façon Super 8, dont l'influence reste constante sur la musique électronique contemporaine ». En 2018, soit vingt ans après sa sortie, l'album fait l'objet d'un article rétrospectif de Pitchfork intitulé "Pourquoi Music Has The Right To Children est le meilleur album psychédélique des années 90",.

## Pistes
Toutes les chansons sont écrites et composées par Michael Sandison et Marcus Eoin.
| No  | Titre | Durée |
| --- | --- | ----- |
| 1.  | Wildlife Analysis | 1:17  |
| 2.  | An Eagle in Your Mind | 6:23  |
| 3.  | The Color of the Fire | 1:45  |
| 4.  | Telephasic Workshop | 6:35  |
| 5.  | Triangles and Rhombuses | 1:50  |
| 6.  | Sixtyten | 5:48  |
| 7.  | Turquoise Hexagon Sun | 5:07  |
| 8.  | Kaini Industries | 0:59  |
| 9.  | Bocuma | 1:35  |
| 10. | Roygbiv | 2:31  |
| 11. | Rue the Whirl | 6:39  |
| 12. | Aquarius | 5:58  |
| 13. | Olson | 1:31  |
| 14. | Pete Standing Alone | 6:07  |
| 15. | Smokes Quantity | 3:07  |
| 16. | Open the Light | 4:25  |
| 17. | One Very Important Thought | 1:14  |
| 18. | Happy Cycling (piste incluse uniquement sur l'édition américaine de Matador Records en 1998 et la ré-édition de Warp Records en 2004) | 7:51  |

- Wildlife Analysis, Turquoise Hexagon Sun, Bocuma (nommée Boc Maxima), Roygbiv et One Very Important Thought apparaissent sur Boc Maxima (1996), mais sous des formes éventuellement différentes.
- The Color of the Fire apparaît sous une forme plus courte, et le titre I Love U, sur les compilations Old Tunes.
- Sixtyten est la traduction littérale du français « soixante-dix ». 70 est le plus petit nombre étrange ; l'album suivant du groupe, Geogaddi, contient la piste The Smallest Weird Number. Le nombre apparaît également dans le label personnel de Boards of Canada, Music70.
- Turquoise Hexagon Sun apparaît sur l'extended play Hi Scores, sorti en 1996.
- Roygbiv (en) est un moyen mnémotechnique anglais pour décrire les couleurs du spectre visible.
- Aquarius apparaît sur les extended plays Aquarius, sorti en 1998, et Peel Session TX 21/07/1998, sorti en 1999, sous des formes différentes. Le morceau utilise un sample d'Aquarius/Let the Sunshine In, de la bande-originale du film Hair.
- Olson apparaît sur l'extended play Peel Session TX 21/07/1998, sorti en 1999, sous une forme différente.
- Pete Standing Alone est un Blood Indian, sujet du documentaire Le Soleil perdu produit par l'Office national du film du Canada en 1960[11].
- Smokes Quantity est présente sur l'extended play Twoism, datant de 1995.
- One Very Important Thought utilise les mots de la fin du film pornographique Brief Affair[12],[13].
- Happy Cycling ne fait pas partie de l'édition originale britannique de l'album, mais figure sur son édition nord-américaine. Toutefois, la piste manque sur 500 copies de cette édition bien que la jaquette mentionne sa présence.

## Usage
- Les pistes Telephasic Workshop et Roygbiv font l'objet d'un single promotionnel, Telephasic Workshop/Roygbiv, sorti en 1998.
- Aquarius, Olson et Happy Cycling sont diffusées par la BBC Radio 1 le 21 juillet 1998 lors d'une Peel Session, l'émission de John Peel. Cette diffusion conduit à l'EP Peel Session TX 21/07/1998 (en), publié en 1999.
- Rue the Whirl est utilisée dans l'épisode Mettle de la série Les Allumés, ainsi que dans une publicité pour Mercedes-Benz de 2007.
- Roygbiv est incluse dans le troisième épisode de la deuxième saison de la série britannique That Mitchell and Webb Look (en).
- Kaini Industries est reprise par Bibio pour la compilation Warp20 (Recreated) (en), sortie en 2009 sur le label Warp.
- Pete Standing Alone apparaît dans l'émission Top Gear (4e saison, 3e épisode)[14].